# Estadio Central de Kostanay
El Estadio Central de Kostanay (en ruso: Центральный стадион Костанай) es un estadio de fútbol ubicado en la ciudad de Kostanay, Kazajistán. Es el estadio del FC Tobol Kostanai, club que milita en la Liga Premier de Kazajistán.

## Historia
El estadio de fútbol está en funcionamiento desde 1964. El primer partido se jugó el 11 de mayo de 1967. En 2004 se aplicó tecnología alemana para renovar la superficie del campo de fútbol y se instaló un sistema de riego automático.
La iluminación eléctrica del estadio principal del estadio se realiza mediante cuatro mástiles especiales. En 2008, el estadio fue equipado con una iluminación especial que ahora cumple con los estándares de la UEFA. Luminarias de tres modos con iluminación de 1200 lux sustituyeron a las antiguas lámparas de 200 lux.
En 2017, el estadio fue completamente renovado. La capacidad de asientos se aumentó a 9.700 y se demolió la antigua tribuna este y se construyó una nueva. También se instaló un nuevo campo de fútbol con climatización de Suelo radiante y se construyeron nuevos vestuarios.